# Appareil de sublimation

Schéma d'un appareil simple de sublimation. De l'eau habituellement froide circule dans un doigt réfrigérant afin de permettre le dépôt désiré de mélange en cours de sublimation.
1 : Entrée d'eau froide 2 : Sortie d'eau froide 3 : Sortie du gaz vers une pompe à vide 4 : Chambre de sublimation 5 : Mélange de sublimation / sublimé 6 : Matière de base 7 : Chauffage extérieur.

Un appareil de sublimation est un appareil, généralement de verrerie de laboratoire, utilisé pour la purification de composés par sublimation sélective. En principe, l'opération ressemble à la purification par distillation, sauf que les produits ne passent pas par une phase liquide.

## Description

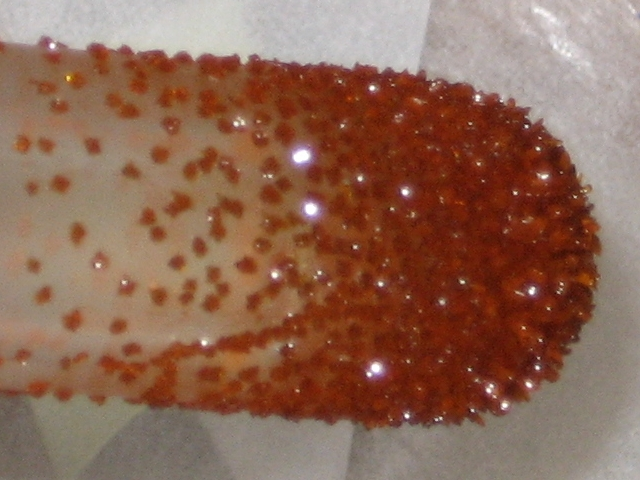
Cristaux de ferrocène après purification par sublimation sous vide

Un appareil de sublimation typique sépare un mélange de matières solides appropriés dans un récipient dans lequel est appliquée de la chaleur sous pression réduite ou sous vide. Si la matière n'est pas tout d'abord solide, elle gèle sous la pression réduite. Les conditions sont choisies de façon que le solide se volatilise et se condense en tant que composé purifié sur une surface refroidie, ce qui laisse les impuretés résiduelles non volatiles ou les produits solides derrière.
La forme de la surface refroidie est souvent un doigt dit froid. Si l'opération est un procédé discontinu, la matière sublimée peut être collectée à partir de la surface refroidie une fois que le chauffage et le vide sont arrêtés.
Les variantes plus sophistiquées de l'appareil de sublimation comprennent celles qui appliquent un gradient de température de manière à permettre une recristallisation contrôlée de différentes fractions le long de la surface froide. On parle alors de sublimation fractionnée. Les processus thermodynamiques suivent une distribution statistique et un appareil conçu de manière appropriée exploite ce principe avec un gradient qui produira des puretés différentes dans des zones de température particulières le long de la surface de collecte. De telles techniques sont particulièrement utiles lorsque l'exigence consiste à affiner ou à séparer plusieurs produits ou impuretés du même mélange de matières premières. Il est nécessaire en particulier lorsque certains des produits requis présentent des températures de sublimation ou des courbes de pression similaires.

## Avantages
Les principaux avantages de cette méthode sont les températures de travail comparativement faibles et une exposition réduite aux gaz tels que l'oxygène qui autrement pourraient nuire à certaines matières.